# Daniel Gabriel Fahrenheit
Daniel Gabriel Fahrenheit, poljsko-nemški fizik, * 24. maj 1686, Gdansk, Poljska, † 16. september 1736, Haag, Nizozemska.
Določil je Fahrenheitovo temperaturno lestvico, ki se še vedno uporablja v ZDA za vsakodnevno merjenje temperature. Namesto živega srebra je za termometer najprej uporabljal alkohol.
Leta 1724 so ga sprejeli v angleško Kraljevo družbo.